# 6978 Hironaka
6978 Hironaka este un asteroid din centura principală de asteroizi.

## Descriere
6978 Hironaka este un asteroid din centura principală de asteroizi. A fost descoperit pe 12 septembrie 1993 la Kitami de Kin Endate și Kazuro Watanabe. El prezintă o orbită caracterizată de o semiaxă mare de 2,56 ua, o excentricitate de 0,17 și o înclinație de 7,5° în raport cu ecliptica.